# アルメリーノ・ドニゼッティ・クワリアト
ゼッチ（Zetti）ことアルメリーノ・ドニゼッチ・クワリアト（Armelino Donizetti Quagliato、1965年1月10日 - ）は、ブラジル・サンパウロ州・ポルトフェリス出身の元同国代表サッカー選手。ポジションはゴールキーパー (GK) 。

## 経歴
1994年FIFAワールドカップにはタファレルの控えながらメンバーに選ばれ、優勝を経験、ブラジル代表では17試合に出場した。クラブではサンパウロFCに約7年間所属し、432試合に出場、正ゴールキーパーとして1992年、1993年と2度のリベルタドーレスカップ、インターコンチネンタルカップ優勝など、数々のタイトル獲得に貢献した。その後はサントスFCなどでプレーした。

## 代表歴

### 出場大会
- ブラジル代表
  - 1994 FIFAワールドカップ : (0試合)

### 試合数
- 国際Aマッチ 16試合 0得点（1993年-1997年）[3]

| ブラジル代表 | 国際Aマッチ | 国際Aマッチ |
| 年           | 出場        | 得点        |
| ------------ | ----------- | ----------- |
| 1993         | 4           | 0           |
| 1994         | 4           | 0           |
| 1995         | 4           | 0           |
| 1996         | 3           | 0           |
| 1997         | 1           | 0           |
| 通算         | 16          | 0           |